# トリコロール/青の愛
『トリコロール/青の愛』（Trois Couleurs: Bleu）は、1993年製作の映画。クシシュトフ・キェシロフスキ監督による「トリコロール」3部作の1作目。
フランスでは1993年9月8日に公開された。日本では1994年7月9日からBunkamura ル・シネマにて公開された。
1993年9月の第50回ヴェネツィア国際映画祭では、最高賞である金獅子賞のほか女優賞（ジュリエット・ビノシュ）と撮影賞を受賞した。第19回（1993年度）セザール賞では主演女優（ジュリエット・ビノシュ）・音楽・編集の3部門を受賞。また、第51回（1993年度）ゴールデングローブ賞では、主演女優賞（ドラマ部門）・作曲賞・外国語映画賞にノミネートされた。
「トリコロール」三部作は、それぞれの作品が「自由（青）・平等（白）・博愛（赤）」を象徴しており、本作は「青の愛」＝「（過去の）愛からの自由」をテーマとしている。
三部作の3作目『トリコロール/赤の愛』とともに、スティーブン・ジェイ・シュナイダーの『死ぬまでに観たい映画1001本』に掲載されている。

## ストーリー
青い車が高速道路を走り、その中で少女が後部座席から外を見ている。車は一度停車し、少女がトイレに立ち寄る。その間、車の下からオイルがぽたぽたと漏れている。道路脇では少年が木の球を棒に乗せようと試みている。車が通過した瞬間、球が棒に乗るが、その直後に彼は事故音を耳にする。
ジュリー（ジュリエット・ビノシュ）は病院で目を覚まし、医師から夫パトリスと娘アンナの死を知らされる。絶望した彼女は自殺を図るが、思いとどまる。後日、夫の友人オリヴィエ（ブノワ・レジャン）が病室にテレビを持ち込み、彼女はそこで夫の華やかな葬儀を目にする。パトリスは著名な作曲家であり、葬儀はメディアで報道され多くの著名人が参列して追悼の意を表した。
退院後、ジャーナリストがジュリーを訪れ、パトリスの未完の遺作「ヨーロッパ統合のための協奏曲」について質問するが、彼女は沈黙を貫く。ジュリーは過去を完全に断ち切ろうと決意し、家や遺品、楽譜を処分する。娘の遺した飴を見つけて衝動的に噛み砕き、ずっと自分を愛していた友人パトリス・オリヴィエと屋敷で最後の夜を過ごすが、翌朝姿を消す。
パリのムフタール通りのアパートに移ったジュリーは、唯一娘の部屋にあった青いガラスのシャンデリアだけを手元に残し、静かで孤独な生活を始める。だが、記憶や他者との接触を完全に断つことはできない。街角で夫の音楽の断片を耳にしたり、同じアパートの下の階に住む売春婦のルシール（シャルロット・ヴェリ）との思いがけない友情が芽生える。
ある日、事故の目撃者である青年に会い、青年はパトリスの最後の言葉について話す。ジュリーは青年が渡そうとした十字架は受け取らない。その後、オリヴィエに再会し、彼が密かに保管していた楽譜のコピーを知る。激怒したジュリーは彼を拒絶するが、彼の誠実さに触れ、共に協奏曲の完成に取り組むことになる。
作業の過程で、ジュリーは夫の不倫相手であり妊娠中の女性サンドリーヌ（フロランス・ペルネル）の存在を知る。ジュリーは彼女を尾行し、最終的に対面。サンドリーヌが身に着けていた十字架がパトリスのものであることから、二人の関係の深さを悟る。怒りではなく共感を抱いたジュリーは、売却予定だった自宅をサンドリーヌとその子どもに提供することを決意する。
映画の終盤、「ヨーロッパ統合のための協奏曲」が完成され、演奏される。ソリストの女性がギリシャ語で『コリント人への第一の手紙』第13章「愛の賛歌」を歌い上げる中、ジュリーを取り巻く人々の姿が映し出される：愛を育むジュリーとオリヴィエ、ジュリーが十字架を託した青年、死を迎えるジュリーの母、ルシール、サンドリーヌと胎内の子、そして裸のジュリーの姿がオリヴィエの瞳に映り、最後にジュリー自身が静かに涙を流す。

## 登場人物
ジュリー・ド・クルシー（Julie de Courcy）
演： ジュリエット・ビノシュ
本作の主人公。著名な作曲家パトリスの妻であり、一人娘アンナの母。冒頭の交通事故で家族を失い、自身だけが生き残る。心の痛みからすべての過去を断ち切ろうとし、名前を旧姓「ヴィニョン」に戻し、孤独な生活を選ぶ。だが、記憶や他人との関係を完全に断つことはできず、再び他者との絆や音楽に向き合い始める。
オリヴィエ・ブノワ（Olivier Benoît）
演：ブノワ・レジャン
パトリスの助手であり、ジュリーに長年想いを寄せていた男性。ジュリーの消息を追い続け、やがて再会。パトリスの未完の楽譜を密かに保存しており、ジュリーと共にその完成を目指す。
パトリス・ド・クルシー（Patrice de Courcy）
ジュリーの夫で世界的に知られる作曲家。映画冒頭の事故で死亡。死後も「ヨーロッパ統合のための協奏曲」という未完の作品を通じて、彼の影響が物語に深く及ぶ。生前には愛人サンドリーヌとの関係を持ち、彼女との間に子を残していた。
ルシール（Lucille）
演：シャルロット・ヴェリ
ジュリーと同じアパートの下の階の住人で、ストリップ劇場で働く女性。隣人たちからは軽蔑されるが、ジュリーとは奇妙な友情を築く。自身の家族（特に父）との葛藤を抱えつつ、ジュリーとの関わりの中で自己肯定感を取り戻していく。
サンドリーヌ（Sandrine）
演：フロランス・ペルネル
パトリスの愛人であり、彼の子どもを身ごもる女性。弁護士として働いている。ジュリーは彼女の存在を知って激しく動揺するが、最終的には彼女に家を譲ることで過去との和解を選ぶ。
アンナ（Anna）
ジュリーとパトリスの幼い娘。事故で死亡。ジュリーにとって最も深い喪失の象徴であり、彼女の行動すべての根底に存在している。作中では娘の遺品（飴や青いシャンデリア）を通じて記憶の中に生き続けている。
アントワーヌ（Antoine）
演：ヤン・トレグエ（Yann Trégouët）
冒頭の事故の目撃者で、後にジュリーを訪ねてくる青年。現場で見つけたパトリスの十字架をジュリーに渡そうとする。
ジュリーの母
演：エマニュエル・リヴァ
老人ホームで暮らす高齢の女性。認知症を患っており、娘であるジュリーのことも時に認識できず、主にテレビの映像に没頭する生活を送っている。物語中盤、ジュリーが彼女を訪ねるが、実質的な会話は成立しない。

## 評価
本作は批評家から絶賛されている。映画レビュー集積サイトRotten Tomatoesでは、44件の批評のうち43件が好意的なレビューで、支持率は98%を記録している。約4万件の投票に基づく一般観客による評価も93%である。サイトに掲載された批評家の総評は「『トリコロール／青の愛』には、視覚的に美しく、感情的にも訴えかける瞬間がある。監督・共同脚本家であるクシシュトフ・キェシロフスキの手腕が光り、ジュリエット・ビノシュの演技も素晴らしい」となっている。Metacriticでは、9件のプロの批評に基づき、加重平均スコアは85点となっている。ユーザースコアは8.9/10である。
アメリカの著名な映画評論家ロジャー・イーバートは、1994年2月11日に発表した初回レビューで本作を4つ星中3.5つと評した。その後、2003年3月9日には再評価を行い、三部作『トリコロール』全体を4点満点とし、自身の「偉大な映画」リストに加えた。『ワシントン・ポスト』のハル・ヒンソンは、「キェシロフスキにとって“繊細さ”は宗教のようなもの。彼は常に示唆し、決してカードを見せようとしない」と評した。『Cinéaste』誌のデヴィッド・スターリットは、「キェシロフスキの形而上学は、教義的あるいは神学的というよりも、むしろ人間的で心理的なものである」と指摘した。『Film Comment』誌のデイヴ・カーは、撮影監督スワヴォミール・イジャックについて、「非常に浅い被写界深度と正確な焦点距離を使い、わずかな対象物だけをフレームにとらえている」と評した。『Positif』誌のヴァンサン・アミエルは、「キェシロフスキの映画は、映像という媒介の幻想的な性質を強調している」と分析した。
『バラエティ』誌のリサ・ネッセルソンは、ズビグニエフ・プレイスネルによる音楽を高く評価し、「轟くような和音が、記憶、喪失、そしてヨーロッパ統合という幻の約束を呼び起こす。この映画における音楽は、沈黙するジュリーの言葉にならない感情を雄弁に語る“もうひとつのキャラクター”である」と述べた。ただし、彼女は同時に「『トリコロール』や『ふたりのベロニカ』において、キェシロフスキのフランス人キャラクターはポーランド人キャラクターに比べて簡略化されすぎている」とも指摘している。
一方で、一部の批評家からは否定的な意見も寄せられている。『ガーディアン』紙のデレク・マルカムは、「本作の弱点はあまりに様式化されている点だが、その分、感情的な力で補われている」と述べた。『インディペンデント』紙のアダム・マーズ＝ジョーンズは、「キェシロフスキの問題は、アイデアを物語の中に埋め込もうとする姿勢であり、観客は複雑なプロットを追うのに手一杯で、フランス革命の理念にまで思いを馳せる余裕がない」と批判した。『Ciné-Bulles』誌のジャン・バイエは、「『青の愛』は前作『ふたりのベロニカ』と同様に、“スタイルの演習”のように見える」と述べている。『ニューヨーク・タイムズ』のヴィンセント・キャンビーは、本作を「神秘的な虚勢に満ちていて、生気が感じられない」と酷評し、「非常に複雑な音楽的構造は観客を魅了することはなく、物語も不自然かつ不条理である。求められる解釈は素人じみており、映画としては失敗している」と述べた。

## 受賞
| 賞                           | 部門                     | 対象                                                      | 結果       |
| ---------------------------- | ------------------------ | --------------------------------------------------------- | ---------- |
| ヴェネツィア映画祭           | 金獅子賞                 | 『トリコロール/青の愛』                                   | 受賞       |
| ヴェネツィア映画祭           | 女優賞                   | ジュリエット・ビノシュ                                    | 受賞       |
| ヴェネツィア映画祭           | 撮影賞                   | スウァヴォミール・イジャク                                | 受賞       |
| ヴェネツィア映画祭           | OCIC賞                   | 『トリコロール/青の愛』                                   | 受賞       |
| ゴールデングローブ賞         | 主演女優賞（ドラマ部門） | ジュリエット・ビノシュ                                    | ノミネート |
| ゴールデングローブ賞         | 作曲賞                   | ズビグニエフ・プレイスネル                                | ノミネート |
| ゴールデングローブ賞         | 外国語映画賞             | 『トリコロール/青の愛』                                   | ノミネート |
| ロサンゼルス映画批評家協会賞 | 外国語映画賞             | クシシュトフ・キェシロフスキ                              | ノミネート |
| ロサンゼルス映画批評家協会賞 | 音楽賞                   | ズビグニエフ・プレイスネル                                | 受賞       |
| 全米映画批評家協会賞         | 外国語映画賞             | 『トリコロール/青の愛』                                   | ノミネート |
| セザール賞                   | 作品賞                   | 『トリコロール/青の愛』                                   | ノミネート |
| セザール賞                   | 主演女優賞               | ジュリエット・ビノシュ                                    | 受賞       |
| セザール賞                   | 有望女優賞               | フローレンス・パーネル                                    | ノミネート |
| セザール賞                   | 脚本賞                   | クシシュトフ・キェシロフスキ クシシュトフ・ピエシェヴィチ | ノミネート |
| セザール賞                   | 作曲賞                   | ズビグニエフ・プレイスネル                                | ノミネート |
| セザール賞                   | 音響賞                   | ウィリアム・フラジェル、ジャン＝クロード・ラロー          | 受賞       |
| セザール賞                   | 撮影賞                   | スウァヴォミール・イジャク                                | ノミネート |
| セザール賞                   | 編集賞                   | ジャック・ヴィト                                          | 受賞       |
| ヨーロッパ映画賞             | 作品賞                   | マリン・カルミッツ                                        | ノミネート |